# Miguel Ángel Navarro (músico)
Miguel Ángel Navarro, nacido en Liria, municipio de Valencia, el 27 de octubre de 1971, es un músico (trompetista), profesor y director-concertador español.

## Datos biográficos
Reconocido pedagogo, intérprete y director español es uno de los directores más versátiles de su generación
Músico titular de las orquestas Ciudad de Barcelona y Nacional de Cataluña y Orquesta Sinfónica del Principado de Asturias, ha sido invitado como primera trompeta a las orquestas Camerata de Florencia, Virtuosos de Moscú, Orquesta de Hilbroun (Alemania), Orquesta de Cámara de la Comunidad Europea, y también en orquestas como las de Cadaqués o la de RTVE.
Primer Premio en el Concurso Nacional de Juventudes Musicales para viento metal, ha impartido cursos de Música de Cámara en importantes instituciones como la Royal School of Music de Londres, Universidad de Szcezin (Polonia), Universidad de Corfú (Grecia), Conservatorio Aristóteles de Tesalónica. Ha sido profesor de Repertorio Orquestal en el postgrado de Análisis y Repertorio Orquestal de la Universidad de Oviedo. y también  profesor del máster en Pedagogía e Investigación en la Universidad Jaume I de Castellón. 
Ha participado en la grabación de más de 30 discos con artistas como Luciano Pavarotti, Alfredo Kraus, Plácido Domingo, Ainhoa Arteta, Witold Lutovslawsky, Frübeck de Burgos, Charles Dutoit, Marta Argerich, Sumi Jo o Jessye Norman, también en varias producciones musicales cinematográficas y teatrales con directores como Jose Luis Garci, Emilio Sagi o Llorens Barber. 
En el aspecto bandístico comenzó a dirigir su primera banda en 1992 a la Banda de Noreña (Asturias), también en Asturias fue director titular de la Banda Municipal de Langreo (Asturias).  
En Valencia ha sido director titular de la Banda Juvenil Primitiva de Liria (obtuvo I Premio en el certamen de Bandas Juveniles Ciudad de Alcácer 2013) y ha dirigido también la Banda Primitiva de Liria. Asimismo ha sido director titular de la banda Unión Musical de Catarroja (obtuvo en 2017 el Primer Premio y Premio Especial del Jurado en la 70.ª Edición del Certamen Nacional de Bandas Ciudad de Cullera (Valencia). 
Su versatilidad como músico le permite introducirse en diferentes proyectos no sólo de música clásica como el Jazz, Rock, Pop Sinfónico, Rap o Heavy Metal (Nach, Da Endorphine, Warcry, David Pastor, Mailers, etc…) 
Ha dirigido diferentes orquestas como Orquesta Filarmonía de Oviedo, Orquesta Filarmónica de Thesalonika (Grecia), Orquesta Sinfónica de Yucatán (México), Orquesta Nacional de la Radiotelevisión de Grecia, The Baltic Neopolis Orchestra (Polonia),  Kalisz Philarmonic Orchestra (Polonia), MPV Festival Orchestra o The London Covent Garden Soloist (Reino Unido), con los cuales ha realizado diversas grabaciones y conciertos como director en España, Bulgaria, Gran Bretaña, Singapur, Reino Unido, Vietnam, Grecia, Polonia, Filipinas, Malasia y Tailandia, con solistas como Vasko Vassilev, Pamela Nicholson o Keito Saito. 
Actualmente es catedrático de trompeta en el Conservatorio Superior de Castellón. Miguel Ángel Navarro es doctor cum laude en Historia y Ciencias de la Música por la Universidad de Oviedo y miembro del Consejo de Dirección del Instituto Superior de Enseñanzas Artísticas de la Comunidad Valenciana.